# Уорнер, Амелия
Аме́лия Уо́рнер (англ. Amelia Warner; род. 4 июня 1982, Ливерпуль) — английская актриса, певица и композитор.

## Биография
Амелия Кэтрин Беннетт (англ. Amelia Catherine Bennett), более известная как Амелия Уорнер, родилась в Биркенхеде 4 июня 1982 года. Она является единственным ребёнком в семье кинематографистов Алана Льюиса и Аннетт Экблом, которая пыталась уберечь дочь от театра и кино, но это ей так и не удалось.
Когда ей исполнилось 4 года, её родители развелись, и она с матерью переехала в Лондон. Училась в Королевской масонской школе для девочек, а в 16 лет поступила в колледж изобразительных искусств в Лондоне. Изучала историю искусств в Голдсмитском Университете в Лондоне.
Актёрские навыки получила, играя члена королевского суда в театральной труппе. Начала актёрскую карьеру с конца 1990-х годов.
Первоначально исполняла роли в сериалах телеканалов ITV и BBC, затем в 1999 году сыграла роль второго плана в фильме «Мэнсфилд-парк» (экранизация одноимённого романа английской писательницы Джейн Остин). Широкую известность в Западной Европе и в России ей принесла роль Лорны Дун в телепостановке одноимённого романа Ричарда Додриджа Блэкмора (ВВС, 2000).
В 2000-х годах она снималась в таких фильмах, как «Братья-соперники», «Эон Флакс», «Пропавшие», «Эхо».

## Личная жизнь
С конца 2000 года по ноябрь 2001 года встречалась с ирландским актёром Колином Фареллом. C 2003 по 2004 встречалась с актёром Адамом Гарсия.
С 27 апреля 2013 года замужем за актёром Джейми Дорнаном, с которым она встречалась 3 года до их свадьбы. У супругов есть три дочери: Далси Дорнан (род. 21.11.2013), Эльва Лорна Кэтрин Дорнан (род.16.02.2016), Альберта Мейв Дорнан (род.17.02.2019).

## Избранная фильмография
| Год  |    | Русское название     | Оригинальное название | Роль                    |
| ---- | -- | -------------------- | --------------------- | ----------------------- |
| 1998 | с  | Катастрофа           | Casualty              | Рэйчел Манро            |
| 1999 | с  | Аристократы          | Aristocrats           | леди Сесилия            |
| 1999 | ф  | Мэнсфилд-парк        | Mansfield Park        | Фанни Прайс (подросток) |
| 2000 | ф  | Последний рыцарь     | Don Quixote           | Антония                 |
| 2000 | ф  | Перо маркиза де Сада | Quills                | Симона                  |
| 2000 | с  | Воскрешая мертвых    | Waking the Dead       | Джуди Уайтмор           |
| 2000 | тф | Лорна Дун            | Lorna Doone           | Лорна Дун               |
| 2002 | ф  | Девять жизней        | Nine Lives            | Лаура                   |
| 2004 | ф  | Братья-соперники     | Love’s Brother        | Розетта                 |
| 2005 | ф  | Проживая зиму        | Winter Passing        | Шелли                   |
| 2005 | ф  | Эон Флакс            | Æon Flux              | Уна Флакс               |
| 2005 | ф  | В дурмане            | Stoned                | Джанет                  |
| 2007 | ф  | Пропавшие            | Gone                  | Софи                    |
| 2007 | ф  | Восход тьмы          | The Seeker            | Мэгги Барнс             |
| 2008 | ф  | Эхо                  | The Echo              | Алисса                  |
| 2010 | ф  | Ольга                | Olga?                 | Сесилия                 |